# De Juffer
De Juffer – wiatrak w miejscowości Gasselternijveen, w gminie Aa en Hunze, w prowincji Drenthe, w Holandii. Został zbudowany w 1971 r. Jego skrzydła mają rozpiętość ok. 20 m. Wiatrak jest udostępniony do zwiedzania.